# MiniChamps
MiniChamps is een Duitse Modelautofabrikant, opgericht in 1990 als Paul's Model Art GMBH. Officieel werd de naam gewijzigd in 1996, hoewel er nog altijd Paul's Model Art op staat. Het eerste model was een Audi V8 Quattro.
Productie bestaat uit modellen van Formule 1 auto's, toerwagen raceauto's, gewone auto's, motorfietsen en zelfs vrachtauto's en bussen.
De zeer hoge kwaliteit wordt door zowel verzamelaars als fabrikanten gewaardeerd.
Er wordt geproduceerd in 1:18, 1:43 en sinds 2009 1:64 genaamd MiniChamps 64. Vroeger (tussen 1994 en 1999) had men ook een serie van 1:64 modelauto's, genaamd MicroChamps.